# ¡Tré!
¡Tré! (tytuł stylizowany jako ¡TRÉ!) – jedenasty studyjny album amerykańskiego punkrockowego zespołu Green Day. Jest to trzecia część trylogii ¡Uno! ¡Dos! ¡Tré!. Album ma podobny, popowo-garażowy styl jak ¡Uno! i ¡Dos!.
Green Day rozpoczął nagrywanie materiału na album w lutym 2012 roku. Album został wydany w dniu 7 grudnia 2012 roku w Australii, 10 grudnia w Wielkiej Brytanii i 11 grudnia w Stanach Zjednoczonych, przez Reprise Records i wyprodukowany przez ich długoletniego producenta Roba Cavallo.

## Spis utworów
1. "Brutal Love" - 4:54
2. "Missing You" - 3:43
3. "8th Avenue Serenade" - 2:36
4. "Drama Queen" - 3:07
5. "X-Kid" - 3:41
6. "Sex, Drugs & Violence" - 3:31
7. "Little Boy Named Train" - 3:37
8. "Amanda" - 2:28
9. "Walk Away" - 3:45
10. "Dirty Rotten Bastards" - 6:26
11. "99 Revolutions" - 3:49
12. "The Forgotten" - 4:58

Długość całej płyty - 46:35